# 日本舞踊の流派一覧
日本舞踊の流派一覧。
| 目次:                         |
| 1 流派の一覧                  |
| あ か さ た な は ま や ら わ |
| 2 出典                        |
| 3 関連項目                    |

## 流派の一覧

### あ行
- 葵流
- 赤堀流
- 秋房流 - 秋房愚樂が創始
- 旭流
- 飛鳥流
- 東流（あずまりゅう）
- 吾妻流（あづまりゅう）
- 東路流
- 石井流
- 泉流
- 出雲流
- 市川流（いちかわりゅう）
- 市山流（いちやまりゅう） - 江戸時代中期に、市山七十郎が大阪で創始した流派。
- 岩井流
- 内田流
- 梅園流
- 楳茂都流
- 楳若流
- 扇流
- 大河流
- 音羽流
- 尾上流

### か行
- 花月流
- 柏木流
- 勝見流
- 勝美流
- 葛流
- 叶流
- 川口流 - 川口秀子が創設
- 芳流
- 菊流
- 菊川流
- 喜多村流
- 錦松流
- 工藤流
- 五條流
- 小寺流儛
- 琴吹流

### さ行
- 坂本流
- 嵯川流
- 五月流
- 猿若流
- 澤村流
- 三條流
- 志賀山流
- 銀流
- 深水流 - 朝丘雪路が家元を務める。
- 翠月流
- 正派一條流-２代目家元
- 正派西川流
- 瀬川流
- 扇崎流
- 仙田流
- 千波流（せんばりゅう） - 家元名跡、千波一景。当代は二代目。分家、寛太郎。

### た行
- 高澤流
- 高濱流
- 高嶺流
- 竹内流
- 橘流  - 江戸寛永年間、村山左近を祖とする流派。
- 辰馬流
- 宗家立花流
- 玉川流
- 蔦元流

### な行
- 中村流 - 文化・文政期に活躍した三代目中村歌右衛門を流祖とする流儀。
- 名古屋西川流 - 名古屋をどり主催。
- 七々扇流
- 西川流 - 「五大流派」のひとつ。
- 西川流鯉風派
- 錦川流
- 西崎流

### は行
- 花井流
- 花川流
- 花園流
- 花衣流
- 花ノ本流
- 英流
- 英御流（はなぶさごりゅう）
- 華房流
- 花村流
- 花柳流（はなやぎりゅう） - 「五大流派」のひとつ。
- 林流
- 坂東流（ばんどうりゅう） - 「五大流派」のひとつ。
- 廣川流
- 藤流
- 藤扇流
- 藤陰流
- 藤川流
- 藤越流
- 藤乃流
- 藤間流（ふじまりゅう） - 「五大流派」のひとつ。
- 藤見流
- 藤村流
- 芙蓉流

### ま行
- 松風流
- 松賀流
- 松島流
- 松乃流
- 松見彌流
- 松本流
- 黛流
- 深山流
- 水尾流
- 水木流
- 宮流
- 紫流
- 紫派藤間流

### や行
- 由紀流

### わ行
- 若狭流
- 若菜流
- 若柳流（わかやぎりゅう） - 「五大流派」のひとつ。
- 若宮流
- 若月流(わかつきりゅう)